# Joseph Gumilla
Joseph Gumilla (José Gumilla; * 1686 in Càrcer; † 1750 in den Llanos) war ein spanischer Jesuit, der 30 Jahre in den Orinoco-Missionen verbrachte und der erste war, der neben dem Studium der Naturgeschichte des Landes einen umfassenden Bericht über den Orinoco-Fluss, seine Menschen, Stämme und Naturgeschichte veröffentlichte.

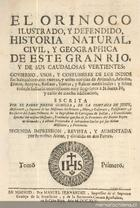
El Orinoco ilustrado von Joseph Gumilla (1741)

## Leben

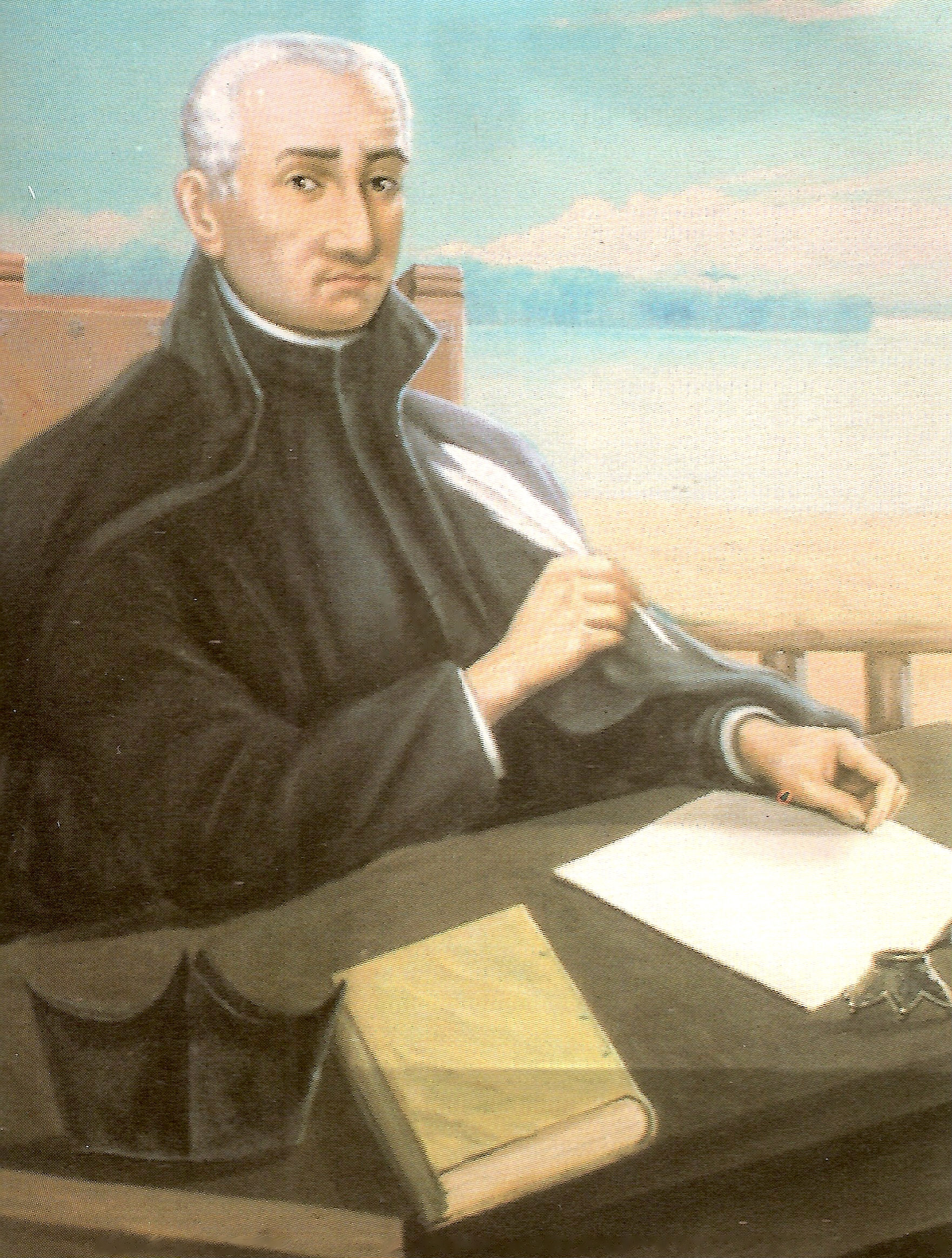
Zeitgenössische Darstellung

Er arbeitete als Missionar an den Flüssen Casanare, Meta und Orinoco, den er hinauffuhr soweit es ihm möglich war. 1738 war er Rektor des Jesuitenkollegs in Cartagena. Nach einem Zwischenaufenthalt in Spanien kehrte er später nach Amerika zurück, wo er in seiner Mission in den Llanos starb.

## El Orinoco ilustrado
Nach seiner Rückkehr nach Spanien 1741 veröffentlichte er in Madrid das Buch El Orinoco ilustrado (das später unter dem Titel Historia natural, civil y geografica de las naciones situadas en las riveras del Rio Orinoco erschien, Barcelona 1791), den ersten beschreibenden Bericht über den Orinoco und seine Nebenflüsse. 
Die frühe Darstellung der Geographie, Naturgeschichte und Ethnographie der Orinoco-Region in der Provinz Amazonas Werk basiert auf Gumillas persönlichen Beobachtungen sowie auf Material, das er in Manuskripten fand, die die Patres Mercado und Ribera hinterlassen hatten. Er schildert darin auch die Bräuche der Indianer und seiner Bewohner, mit neuen und nützlichen Nachrichten über Tiere, Bäume, Früchte, Öle, Harze, Kräuter, und medizinische Wurzeln ("costumbres de los Indios sus habitadores, con nuevas, y utiles noticias de animales, arboles, frutos, aceytes, resinas, yervas, y raices medicinales"), wie bereits aus dem länglichen Titel hervorgeht.

## Ausgaben
- Joseph Gumilla: El Orinoco ilustrado, y defendido, historia natural, civil, y geographica de este gran rio, y de sus caudalosas vertientes, govierno, usos, y costumbres de los Indios sus habitadores, con nuevas, y utiles noticias de animales, arboles, frutos, aceytes, resinas, yervas, y raices medicinales Secunda impression, revista, y aumentada por su mismo autor, y dividida en dos partes. Manuel Fernandez, Madrid 1745, 2., erweiterte Ausgabe (die erste Ausgabe erschien 1741)
- Joseph Gumilla: Historia natural, civil y geografica de las naciones situadas en las riveras del Rio Orinoco Nueva impresion: Mucho mas correcta que las anteriores, y adornada con ocho laminas finas, que manifiestan las costumbres y ritos de aquellos Americanos. Corregido por el P. Ignacio Obregón, de los Clérigos Menores. Carlos Gibert y Tutó, Barcelona 1791, 2 Bände